# 更井孝行
更井 孝行（さらい たかゆき、1957年12月6日 - ）は、日本の俳優、声優。劇団仲間所属。愛知県出身。東海大学卒。青年座研究所出身（7期生）。身長174cm。血液型はA型。
以前はプロダクション・タンクに所属していた。

## 出演作品

### テレビアニメ
- あかね色に染まる坂（執事）

### 吹き替え
- 間諜最後の日

### テレビドラマ
- 春の波涛（客）
- インディゴの夜 第45話 （2010年3月10日、東海テレビ/フジテレビ） - ホームレス 役

### 舞台
- カモメに飛ぶことを教えた猫（ゾルバ）
- 乞食と玉子（ヘンドン
- ド・ラ・キ・ュ・ラ（魔王ルシファー）
- モモと時間どろぼう（ペッポおじさん）
- 森は生きている（老兵士）[1]
- クマのあたりまえ[2]